# Rue Mère-Marie-Skobtsov
La rue Mère-Marie-Skobtsov est une voie du 15e arrondissement de Paris, en France.

## Situation et accès
La rue Marie-Skobtsov est une voie publique située dans le 15e arrondissement de Paris. Elle débute 84-88, rue de Lourmel et se termine en impasse, en forme de boucle.

## Origine du nom

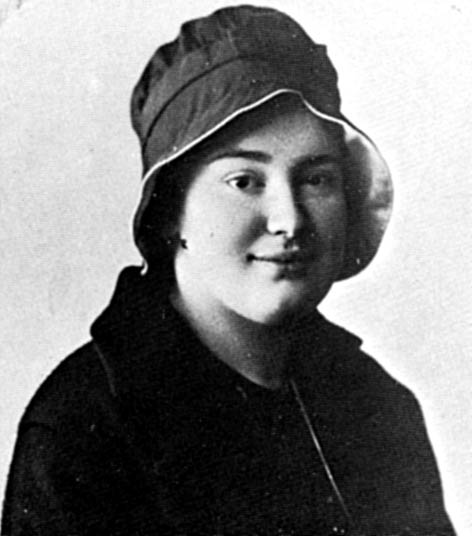
Marie Skobtsova.

Elle porte le nom de Marie Skobtsov (1891-1945), religieuse orthodoxe morte en camp de concentration, et canonisée. Elle est célèbre parmi les chrétiens orthodoxes en France pour avoir aidé des Russes exilés après la révolution de 1917. Elle parvient à leur obtenir des papiers et ouvre en 1935 un foyer pour femmes isolées au 77, rue de Lourmel (juste en face de l'actuelle voie qui porte son nom), qui devient l'un des grands centres de l'organisation de l'immigration russe en France. Pendant la Seconde Guerre mondiale, elle aide de nombreux Juifs avec le père Dimitri Klépinine, fournissant des certificats de baptême, et elle sauve des enfants arrêtés lors de la rafle du Vélodrome d'Hiver,.

## Historique
Le conseil municipal du 15e arrondissement vote la dénomination « rue Marie Skobtsov » le 4 novembre 2013, suivi par le Conseil de Paris à l'unanimité le 12 novembre, délibération n°2013 DU 313-1,.
La rue est inaugurée le 31 mars 2016, en présence de l'ambassadeur de Russie en France Alexandre Orlov,.